# STS-71-C
STS-71-C – anulowana misja promu Atlantis. Na początku planowana na styczeń 1987 r. Później przełożona na październik 1987 r. Po katastrofie Challengera misję anulowano.